# 尼各老四世
尼各老四世（拉丁語：Nicolaus PP. IV；1227年9月30日—1292年4月4日）本名葉理諾·馬希（Girolamo Masci），1288年2月22日至1292年4月4日出任教宗。

## 譯名列表
- ：天主教香港教區禮儀委員會：禧年專頁 （页面存档备份，存于）作。
- ：香港天主教教區檔案　歷任教宗作。
- 尼古拉：《大英簡明百科知識庫》2005年版[永久]、《世界人名翻譯大辭典》1993年版作尼古拉。